# Lorenz Mack

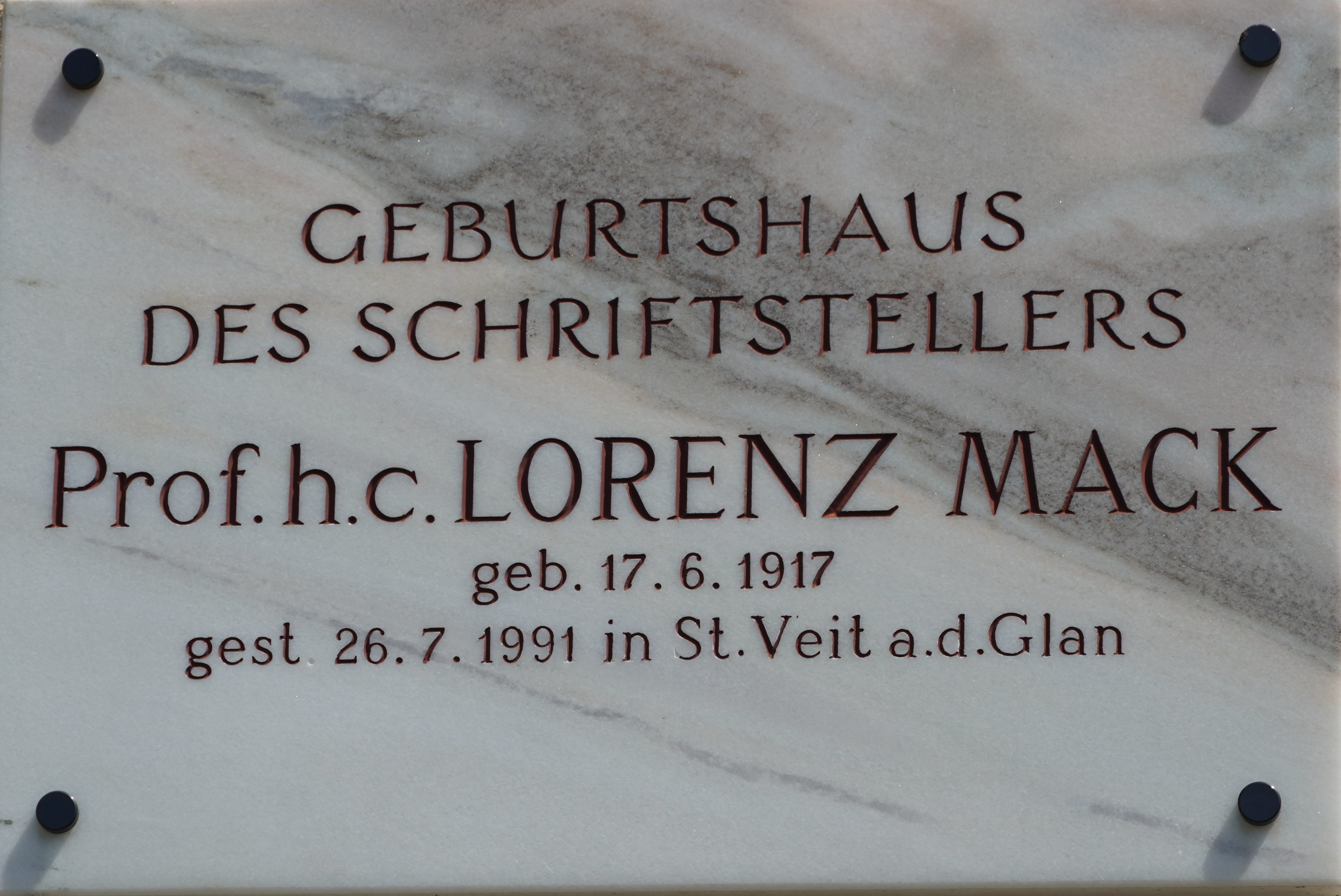
Gedenktafel Prof. h. c. Lorenz Mack in Ferlach, Kärnten

Lorenz Mack (Pseudonyme: Carnicus, Calvin Carr, Georg Gutenstein, Alexander Stern) (geboren am 17. Juni 1917 in Ferlach; gestorben am 26. Juli 1991 in Stolzalpe) war ein österreichischer Schriftsteller, Publizist, Kulturorganisator, Kulturamtsleiter und Bibliothekar in Sankt Veit an der Glan.

## Leben
Geboren als Sohn eines Büchsenmachers erlernte er zunächst das Gewerbe des Vaters. Nach der Teilnahme am 2. Weltkrieg war Mack Lehrer, Herausgeber einer Kulturzeitschrift und seit 1951 freier Schriftsteller.
Lorenz Mack war der erste Präsident des Kärntner Schriftstellerverbandes, Mitglied des österreichischen P.E.N.-Clubs, Initiator und Gründer des Diskussionsforums „podium“ (St. Veit an der Glan, 1965) und gemeinsam mit Hermann Lienhard Initiator der Kulturtage in St. Veit an der Glan.
In den Jahren von 1951 bis 1952 war er Herausgeber der Literaturzeitschrift Die Drau. Monatsblätter für geistiges Leben und Verständigung.

## Auszeichnungen
- Theodor-Körner-Preis 1964.
- Hörspielpreis der Stadt Klagenfurt und des ORF 1968.

## Werke
- Räuberhauptmann Schneck. Ein Schelmenroman. Wien 1955.
- Die Brücke. Roman. Einsiedeln 1958.
- Die Weihnachtsballade. Zürich 1965.
- An jenem Samstag. Einsiedeln 1965.
- Das Glück wohnt in den Wäldern ... Roman. Wien 1952.
- Auf den Straßen des Windes. Roman. Wien 1955.
- Sohn der Erde. Roman. Wien 1976.
- Katalin und die weiße Schwalbe. Erzählung. Graz 1990.
- Die Kronenwirtin. Kriminalroman. Rosenheim 1980.
- Ein Baum wächst aus dem Herzen. Erzählungen. Klagenfurt 1965.
- Die Saat des Meeres. Roman. Wien 1954.
- Die Hunnenbrunner. Roman. Rosenheim 1974.
- Die Büchsenmacher. Erzählung. Klagenfurt 1987.
- Das gottlose Dorf. Roman. Wien 1962.
- Der Herr auf Weyer. Roman. Wien 1972.
- Treibholz. Klagenfurt 1978.
- Der Fall Bergmoser. Roman. Rosenheim 1979.
- Treibjagd. Roman. Rosenheim 1984.
- Die grünen Hügel. Roman. Klagenfurt 1987.
- Hiob und die Ratten. Roman. Zürich 1961.
- Ein Fährmann stirbt. Erzählung. 1954
- Alle Träume des Herzens. Roman. 1966